# Země číslo osm
Země číslo osm je dobrodružný vědeckofantastický román českého ekologa, cestovatele a spisovatele Otakara Štěrby, který vyšel poprvé v roce 1989 v ostravském nakladatelství Profil. Jedná se o dobrodružný sci-fi příběh s ekologickým poselstvím. Autorem ilustrací prvního vydání je Kája Saudek.

## Námět
Několik vědců si uvědomí, že devastační chování lidstva ve vztahu k životnímu prostředí a přírodě je natolik nelogické, že za ním musí být mimozemšťané. Tato hypotéza se potvrdí, vyspělá mimozemská civilizace provádí kosmický experiment, aby vytvořila vhodné prostředí pro svou formu existence a tím získala další planety pro sebe.

## Kapitoly
1. Víkend pod Alpami
2. Průběžná obhajoba
3. Projekt starého Pata
4. Služební cesta
5. Osudy malíře Quido Hrvata
6. Když vane jihovýchodní vítr
7. Co zavinil Patův doutník
8. Pat se mstí
9. Kosmopol zasahuje
10. Dovolte, abych se pochlubil
11. Veliký zátah
12. Výzkum končí

## Postavy
Lidé
- Joshua Bartak – vědec.
- dr. Hanibal Absolon – vědec, zaměstnanec Mezinárodního ústavu výživy.
- pan Absolon st.
- dr. Šivar – původem Armén, vědec, spolupracuje s kosmonauty.
- Pat Nowak – řidič náklaďáku.
- Frank – syn Pata a Sally.
- Sally – matka Franka.
- Stará Kůže – náčelník indiánské rezervace.
- Quido Hrvat – vnímavý malíř s hlubokým vztahem k přírodě, uniká z civilizace a vyhledává člověkem nedotčená místa. Kontaktují jej mimozemšťané.
- Rozália – cikánská dívka, kterou Quido Hrvat v mládí miloval.
- Morgan – hlavní inženýr v továrně Gechecomb.
- Fešák – chlápek z podsvětí Chicaga.
- Paul Gudrise – inženýr chemie.
- Marta Slowaková – psycholožka pracující pro Kosmopol.
- Symenski – agent Kosmopolu.
- sir Francis Chichester – letec, při přeletu Tasmanova moře zpozoroval jednu z automatických sond ufonů.
- Artur Brandebur – vedoucí sekce Kosmopolu, do jeho gesce patří Arktida, Antarktida, Amerika a část Oceánie.
- Kurt Strömsorg – kapitán pozorovací lodě v Arktidě.
- plukovník P. – bývalý kosmonaut.
- Sam Cassidy – agent Kosmopolu.
- generál Condix – generál ozbrojených sil jedné z válčících stran na Zemi číslo 7.

Mimozemšťané
- Aufon – biolog, vedoucí projektu Země č. 8.
- Bufon – pilot kosmické lodi Ratolest míru, doprovod Aufona.
- Caufon – kamarád Aufona.
- Zaufon – biolog, vedoucí projektu Země č. 7.
- koordinátor

## Děj
Lidstvo sužují civilizační problémy, růst populace, hladomory, bída, atd. Vědce trápí otázka, proč jsou lidé tak hloupí, že si ničí životní prostředí a připravují si tím svou zkázu. Dr. Šivar přijde s teorií, že takové chování musí být stimulováno uměle (zvenku), nemůže být přirozené.
Mimozemšťané žijící tisíce let vyvinuli „antiživot“ z antihmoty, jde o experiment, který jim má posloužit k jejich účelům – získání vhodných planet. Oním antiživotem jsou pro ně příroda, živé druhy a především člověk. Tento pokus probíhá paralelně na osmi stejných planetách zvaných Země. Na prvních šesti Zemích byl již experiment ukončen. Na zbývajících dvou projektech pracují ufonští biologové Zaufon (Země číslo 7) a Aufon (Země číslo 8). 

Lidstvo vede války a svým nezodpovědným chováním si „podřezává pod sebou větev“. Tento destruktivní lidský činitel hraje mimozemšťanům do karet a tak ho nenápadně podporují. Co je totiž pro člověka toxické, to je pro mimozemšťany jejich přirozené prostředí. Doufají, že člověk zdevastuje své prostředí a zanechá po sobě planetu příznivou pro ufony.
Pat Nowak, řidič náklaďáku, konečně realizuje svůj vytoužený projekt. Sekne se zaměstnáním a se synem Frankem se odstěhuje na odlehlou farmu na okraji Žluté pouště, kde spolu hospodaří. Pěstují zeleninu a chystají se k chovu domácího zvířectva. Co ovšem netuší je, že se nacházejí ve spádové oblasti nově vybudovaného geologicko-chemického kombinátu Gechecomb, který území znečišťuje exhalacemi. Továrna zničí Patovy plány na spokojený život se synem. Začne nenávidět lidstvo a hodlá se pomstít. Kývne na spolupráci s ufony, kteří potřebují urychlit znečisťování Země. Pořídí si cisternové vozidlo a začne tajně vypouštět do ovzduší halometany narušující ozonovou vrstvu.
Mezitím je u konce projekt Země číslo 7 biologa Zaufona. Lidé se dostali na hranici své existence. Přelidněná planeta (38 miliard lidí) je silně znečistěna a obalena vrstvou prachu, na povrch již neproniká sluneční záření. Dystopická společnost pěstuje zeleň ve formě řas v oceánech. Lidé dýchají uměle vyráběný kyslík z dýchacích přístrojů, který je navíc je na příděl. Nejvíce je ho k mání v továrnách na zbraně, které jsou preferované. Pracují, muži, ženy, starci i děti. Nesouhlas je potírán, oponující lidé jsou fyzicky likvidováni nebo končí v kárných táborech, kde dostávají méně potravin a kyslíku. Vypukne jaderná válka a jedna z válčících stran použije totální zbraň, jejímž výsledkem je roztržení Země. Zaufonův projekt skončil neúspěchem.
Vědec Joshua Bartak společně s kolegou Hanibalem Absolonem a doktorem Šivarem sbírají hlášení o výskytu UFO v blízkosti Země číslo 8. Bartak brzy pochopí, oč mimozemšťanům jde. Tajné spolčení vědců odhalí mezinárodní bezpečnostní agentura Kosmopol, se kterou vědci začnou spolupracovat. Zjistí se, že Zemi navštěvuje pouze jediná posádka mimozemšťanů, kteří jsou identifikováni jako Aufon a Bufon. Pozemšťané nalíčí past s úmyslem vesmírné hosty zajmout. Akce skončí úspěchem, ufoni jsou chyceni. Jakožto vědečtí pracovníci pochopí, že tito lidé mají schopnosti žít si po svém a postarat se o svou planetu. Projekt Země číslo 8 je zrušen a mimozemšťané odlétají domů.